# Klara Zach
Klara Zach (rzadziej: Klara Zachówna, węg. Klára Zách, Klára Záh; zm. po 17 kwietnia 1330) – córka węgierskiego magnata Felicjana Zacha, dwórka królowej węgierskiej Elżbiety Łokietkówny.
Według relacji kronikarzy miała odznaczać się niezwykłą urodą, która została dostrzeżona przez przebywającego na przełomie 1329 i 1330 na Węgrzech królewicza Kazimierza, który zgwałcił Klarę. Incydent spowodował gniew ojca dziewczyny, który 17 kwietnia 1330 wtargnął na zamek króla węgierskiego Karola Roberta i próbował zabić go wraz z rodziną. Po klęsce Zacha całą jego rodzinę wymordowano, zaś Klarę okaleczono.

## Klara w źródłach historycznych

### Pierwsze przekazy o Klarze
Tragedię Zachów po raz pierwszy powiązał z księciem Kazimierzem nieznany z imienia historiograf wenecki. Uwagę dziejopisa przykuła okaleczona w wyniku zamachu Felicjana Zacha ręka królowej Elżbiety, zauważona przez niego podczas wizyty Łokietkówny w Neapolu w 1343. Kwestię zamachu historyk zreferował na podstawie pogłosek krążących wówczas na terenie Włoch. Następnym źródłem wspominającym o zgwałceniu Klary przez Kazimierza jest dedykowana księciu austriackiemu Rudolfowi IV Kronika, autorstwa austriackiego poety Henryka von Mügeln, przebywającego między 1346 a 1353 na terenie Węgier. W dziele tym zapisano:

Felicjan, kiedy brat króla, król Polski Kazimierz zwany, spał z jego córką za wolą królowej, poszedł do króla, kiedy ten siedział przy stole i wyciągnął miecz oraz zranił króla, a królowej obciął cztery palce, chciał bowiem zniszczyć królewskie nasienie.

### Relacja Długosza

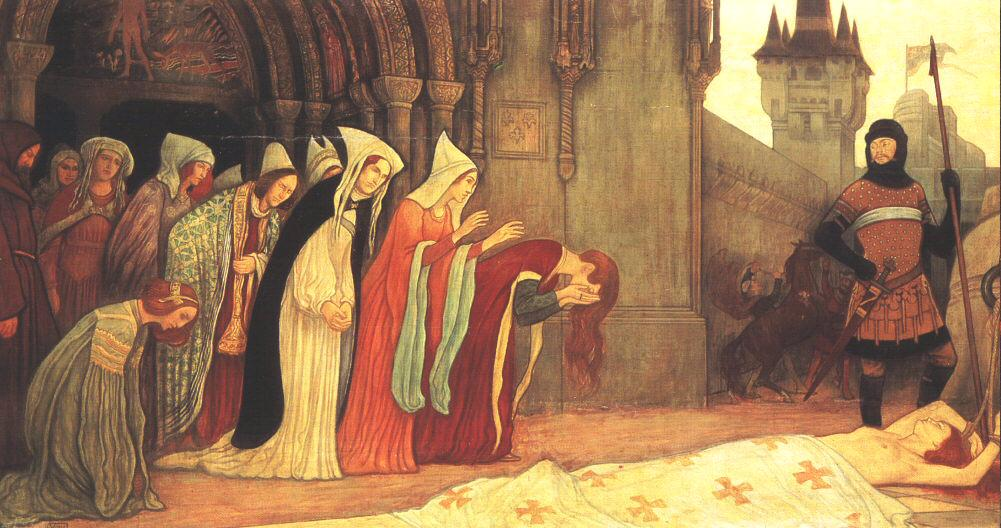
Historia Klary Zach II, Aladár Körösfői-Kriesch.

Postać Klary jest również wzmiankowana w Rocznikach Jana Długosza przy opisie zamachu Felicjana Zacha na króla węgierskiego Karola Roberta 17 kwietnia 1330. Córka Felicjana, Klara przebywała na dworze królowej Elżbiety, gdzie wraz z innymi dziewczętami z bogatych, szlacheckich rodów była dwórką królowej. Klara miała wyróżniać się niezwykłą pięknością, czym miała zwrócić uwagę królewicza Kazimierza przebywającego na przełomie 1329 i 1330 u siostry Elżbiety na zamku w Wyszehradzie. W spotkaniach Kazimierza i Klary pośredniczyła Elżbieta, która przychodziła wraz z dwórką do królewicza udającego chorobę. Królowa potem wychodziła sama z izby księcia, zostawiając tam Klarę i umożliwiając jej zgwałcenie. Po pewnym czasie wykorzystana dwórka zwierzyła się jednak z tego wydarzenia swojemu ojcu, prosząc o pomszczenie jej hańby. Jako że Kazimierz wyjechał już z Węgier, ojciec Klary obrócił swój gniew przeciwko władcy Węgier Karolowi. 17 kwietnia 1330 próbował zamordować króla wraz z rodziną, jednak został pochwycony przez rycerzy królewskich i zamordowany. Gniew Karola Roberta spadł na cały ród Zachów. Okrutny los spotkał także Klarę, którą pozbawiono nosa, warg i palców u obu rąk. Oprowadzano ją półżywą po kraju, zmuszając do wyznania własnej i ojcowskiej zbrodni.

## Historyczność gwałtu na Klarze
Zajście incydentu z udziałem królewicza Kazimierza na Węgrzech jest niekiedy negowane w literaturze historycznej. Zdaniem wielu badaczy opowieść o zgwałceniu Klary przez księcia była plotką rozsiewaną przez przeciwny Polakom zakon krzyżacki, aby osłabić reputację Polski. Ze względu na istnienie dwóch odrębnych przekazów, autorstwa weneckiego dziejopisa oraz Henryka von Mügeln, uważa się jednak, że gwałt rzeczywiście miał miejsce. Późniejsze romanse króla Kazimierza, m.in. z Esterką i Krystyną Rokiczaną jeszcze bardziej uprawdopodabniają gwałt na Zachównie. Przypuszcza się, że gwałt Kazimierza na Klarze nie był przyczyną zamachu Felicjana Zacha na rodzinę królewską. Prawdopodobnie kronikarze próbowali w ten sposób wyjaśnić niejasności związane z zamachem z 17 kwietnia 1330. W literaturze pojawił się również domysł, jakoby gwałt na Klarze był środkiem leczniczym po chorobie królewicza w 1327.

## Klara Zach w kulturze węgierskiej
Postać Klary pojawia się w węgierskiej literaturze i kulturze masowej. W 1855 postać Zachówny została uwieczniona w wierszu Jánosa Aranya pod tytułem Zách Klára. W 1911 Aladár Körösfői-Kriesch namalował dwa obrazy, które zatytułował Historia Klary Zach (Zách Klára története). Obecnie znajdują się one w Węgierskiej Galerii Narodowej w Budapeszcie. W 2009 na płycie Arany-album zespołu folk-metalowego Dalriada znalazła się piosenka Zách Klára do słów wiersza Aranya, opowiadająca tragiczną historię pięknej Klary.